# Участие США в Мексиканской революции
Участие США в мексиканской революции было разнообразным и казалось бы противоречивым: сначала они поддерживали, а затем отвергали мексиканские режимы в период 1910—1920 годов. Как по экономическим, так и по политическим причинам правительство США в целом поддерживало тех, кто занимал места у власти, но могло отказать в официальном признании. США поддержали режим Порфирио Диаса (1876—1880; 1884—1911) после того, как первоначально отказали в признании, поскольку он пришел к власти в результате переворота. В 1909 году Диас и президент США Тафт встретились в Сьюдад-Хуаресе, через границу от Эль-Пасо, штат Техас. До инаугурации Вудро Вильсона 4 марта 1913 года правительство США сосредоточилось на предупреждении мексиканских военных о том, что вооруженные силы США предпримут решительные действия, если жизни и имуществу проживающих в стране граждан США будет угрожать опасность. Президент Уильям Тафт направил дополнительные войска к границе США и Мексики, но не позволил им напрямую вмешиваться в конфликт, против чего выступил Конгресс. Дважды во время революции США отправляли войска в Мексику, чтобы занять Веракрус в 1914 году и в неудачной попытке захватить Панчо Вилью северную Мексику в 1916 году. Сформулированная в доктрине Монро внешняя политика США в отношении Латинской Америки предполагала, что этот регион является её сферой влияния США. Однако роль США в мексиканской революции была преувеличена, ибо страна не вмешивалась напрямую в мексиканскую революцию на постоянной основе.
Во время своего президентства Диас проводил политику, направленную на модернизацию и экономическое развитие, приглашая иностранных предпринимателей инвестировать в Мексику. Режим принял благоприятные для инвесторов законы, усугубившие экономическое неравенство. За десятилетия правления Диаса американские деловые круги инвестировали большие суммы капитала, особенно в регионы на границе двух стран. Между двумя правительствами существовало тесное экономическое сотрудничество, основанное на вышеуказанной политике. В 1908 году Диас заявил, что не будет баллотироваться на переизбрание в 1910 году; заявление послужило поводом для появления потенциальных кандидатов. Однако Диас изменил свое мнение, баллотировался на переизбрание и заключил в тюрьму ведущего кандидата от оппозиции Франсиско Игнасио Мадеро.Тот бежал из страны и укрылся в техасском Сан-Антонио, призвал к аннулированию выборов 1910 года, объявил себя временным президентом и попросил поддержки у мексиканского народа. Его План Сан-Луис-Потоси вызвал революционные восстания, особенно на севере Мексики. США оставались в стороне от разворачивающихся событий до 6 марта 1911 года, когда президент Уильям Говард Тафт мобилизовал силы на американо-мексиканской границе. «По сути, это было вмешательством в мексиканскую политику, и для мексиканцев это означало, что США осудили Диаса».
В 1911 году Диас был вынужден уйти в отставку, в октябре на пост президента был избран Франсиско Мадеро. В это время Тафт оказался «хромой уткой», проиграв президентские выборы 1912 года. Он оставался на своем посту до инаугурации Вильсона, Вудро в марте 1913 года, и в этот период посол в Мексике Генри Лейн Уилсон активно стремился свергнуть Мадеро. Лейн Уилсон изначально симпатизировал режиму Мадеро, но быстро вступил с ним в конфликт и вступил в сговор с генералом Викториано Уэртой с целью свергнуть президента. Переворот против Мадеро произошел в феврале 1913 года, известный как Десять трагических дней, когда Мадеро и его вице-президент были вынуждены уйти в отставку, после чего их убили. Правительство США во главе с недавно вступившим в должность президентом Вудро Вильсоном отказалось признать правительство Уэрты.
При президенте Вильсоне США направили войска для оккупации Веракруса, а спор был разрешен на мирной конференции в Канаде. Силы на севере под командованием Венустиано Каррансы и на юге под предводительством Эмилиано Сапаты вынудили Уэрту уйти в отставку в июле 1914 года. Гражданская война между Каррансой и Сапатой вспыхнула в 1915 году, когда США признали фракцию конституционалистов Каррансы. США поставляли оружие армии Каррансы. Панчо Вилья сначала был поддержан Вашингтоном, но потерпел поражение и потерял большую часть своей поддержки. Он был возмущен переходом США к признанию его соперника, и чтобы втянуть её в конфликт в 1916 году напал на приграничную деревню Колумбус и убил местных жителей. Армия США под командованием генерала Джона Першинга преследовала его в ходе экспедиции Панчо Вилья, но не смогла захватить его. Карранса потребовал от США уйти через границу.

## Дипломатические отношения в эпоху Диаса

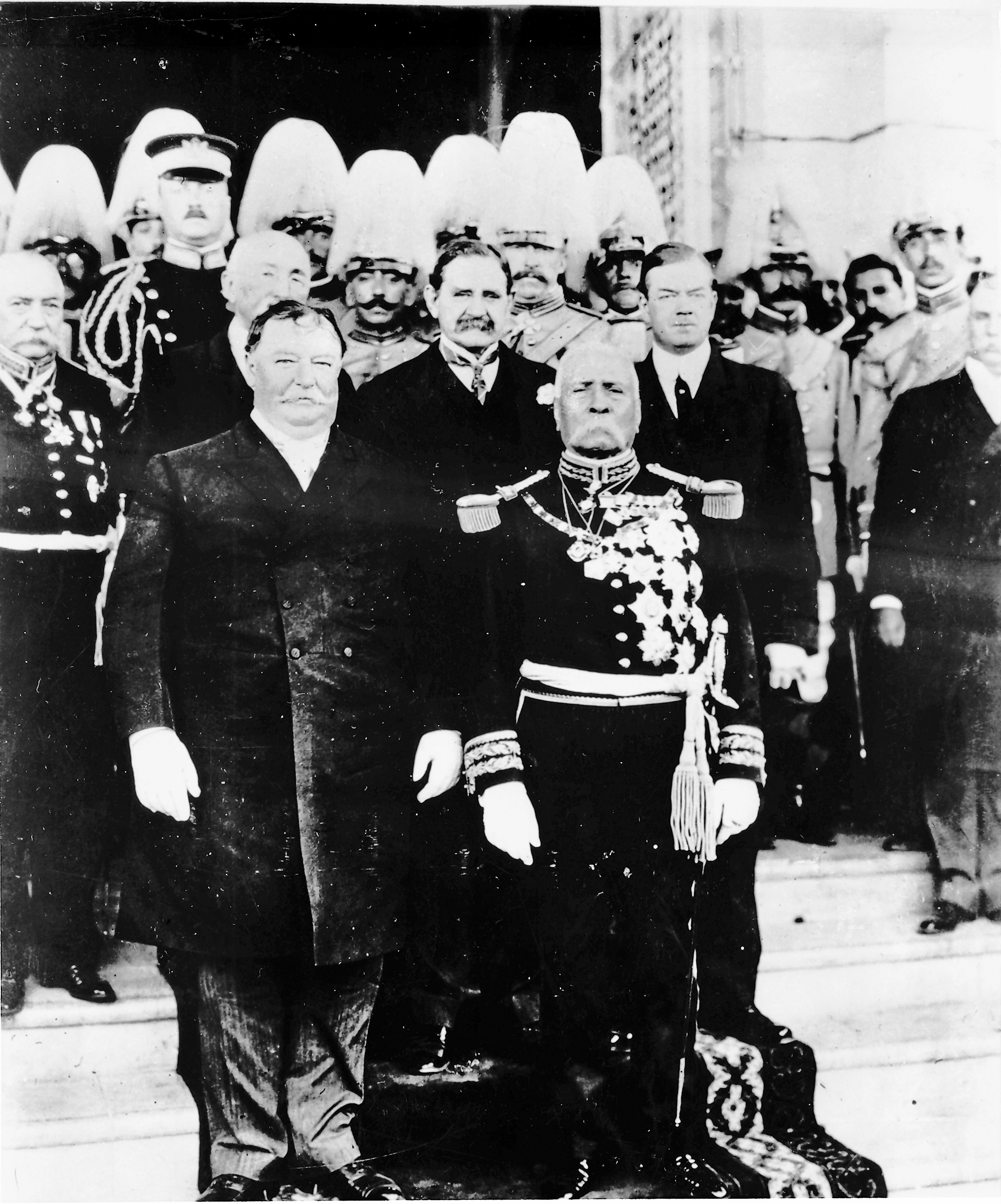
Тафт и Опрфирио Диаз, фотография 1909 г.

Диас открыл Мексику для иностранных инвестиций из Великобритании, Франции, Германии и особенно США. Отношения между Мексикой и США во время президентства Диаса в целом были крепкими, хотя он начал укреплять связи с Великобританией, Германией и Францией, чтобы компенсировать мощь и влияние США. Мексика была чрезвычайно важна для деловых интересов США, и Тафт видел в Диасе ключ к защите этих инвестиций. Тафт лично встретился с Диасом на границе США и Мексики в 1909 году, что само по себе стало историческим событием, поскольку это была первая поездка действующего президента США в Мексику. Это был способ для США показать свою постоянную поддержку Диаса, несмотря на его преклонный возраст. Тафт сказал: «У нас есть два миллиарда американских капиталов в Мексике, которые окажутся в большой опасности, если Диас умрет, а его правительство развалится».
Несмотря на важность Мексики для деловых интересов США, у США была «история некомпетентного дипломатического представительства». По словам одного ученого, назначение администрацией Тафта Генри Лейна Уилсона послом «продолжило традицию некомпетентности».
Во время президентства Порфирио Диаса документы из консульства США в Мексике информировали государственного секретаря в Вашингтоне о положении страны. Государственный секретарь сообщил президенту Тафту о возможной смене режима, когда Диас не смог контролировать восстания в различных районах Мексики. Тафт хотел сохранить правительство Диаса у власти, чтобы предотвратить проблемы с доступом США к мексиканским ресурсам, особенно к нефти.

## США и президент Мадеро (1911—1913)

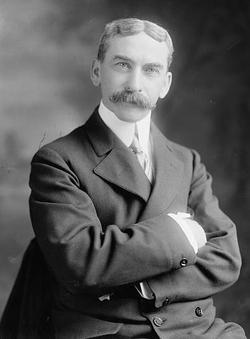
Посол США в Мексике Генри лейн Уилсон.

Посол президента Тафта в Мексике Генри Лейн Уилсон был ключевым игроком в свержении демократически избранного президента Мексики Франсиско И. Мадеро. С самого начала президентства Мадеро посол Уилсон был против Мадеро и активно добивался вмешательства США в дела Мексики. Вильсон контролировал информацию и дезинформацию, которую он отправлял в Государственный департамент США, чтобы у правительства не было четкого понимания ситуации. Уилсон вызвал беспорядки в столице, снабжая местные газеты дезинформацией, а затем, когда Мадеро отреагировал цензурой, они разыграли жертву неразумного президента. Мадеро пришел к власти в результате свободных и справедливых выборов после того, как революционные силы сделали позицию тогдашнего президента Порфирио Диаса несостоятельной. В мае 1911 года между повстанцами и представителями Диаса был подписан договор. Его положения заключались в том, что Диас ушел в отставку и отправился в изгнание, было создано временное правительство и назначены новые выборы на ноябрь 1911 года. Мадеро действовал вопреки совету своих сторонников повстанцев и распустил их силы. . Он сохранил Федеральную армию, которая только что потерпела поражение.
Мадеро находился у власти всего месяц, когда восстал близкий советник президента Диаса, но затем отказавшийся от его покровительства генерал Бернардо Рейе. Рейес пересек границу США в Техасе, прибыл в Мексику, призывая людей восстать против Мадеро. Его восстание потерпело полный провал. Мадеро только что был избран огромным количеством голосов избирателей. На данный момент США были настроены оптимистично в отношении поддержки режима Мадеро. Рейес склонился перед свидетельством того, что его восстание потерпело неудачу, и был арестован и заключен в тюрьму..
После прихода к власти Мадеро не выполнил обещаний своего Плана Сан-Луис-Потоси относительно земельной реформы, что привело к крестьянскому восстанию в Морелосе, которое возглавил Эмилиано Сапата, бывший сторонник повстанцев. Для США это восстание не имело большого значения, поскольку там не было американских инвестиций, но кажущаяся неспособность Мадеро подавить восстание поставила под сомнение его лидерство.
Серьёзное восстание против Мадеро возглавил Паскуаль Ороско, который помог одержать победу повстанцам на севере. Ороско был разочарован тем, что после того, как Мадеро стал президентом, он оказался маргинализованным, и не начал земельную реформу. Он восстал на севере и стал серьёзным испытанием для Мадеро. Его восстание финансировалось крупным американским бизнесом, а также мексиканцами, стремившимися дестабилизировать режим Мадеро, но правительство США, похоже, помогало или препятствовало восстанию Ороско. Он был подавлен мексиканским федеральным правительством.

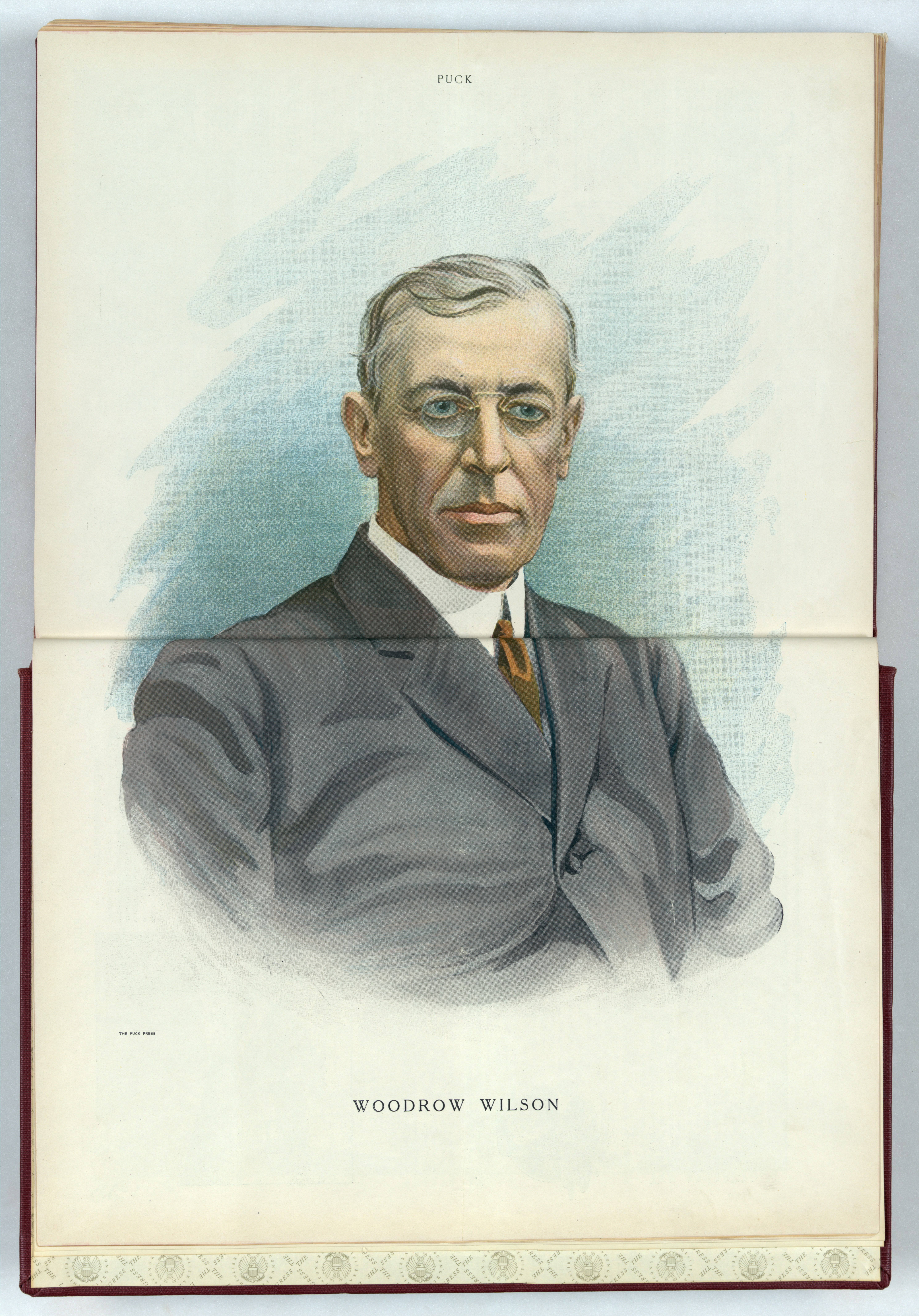
Удо Кепплер. Портрет Вудро Вильсона (1912 г.), Библиотека Конгресса.

Генерал Феликс Диас не отправился в изгнание с семьей своего дяди Порфирио, а поднял восстание в октябре 1912 года при некоторой поддержке правительства США. Он обратился ко всем, кто стремился к возвращению к порядку и прогрессу. У Диаса была волшебная фамилия, но ему не хватало военных или политических навыков своего дяди Порфирио. Ведущий американский бизнесмен в Мексике написал рекомендацию для Феликса Диаса Леонарду Вуду, который служил вместе с Теодором Рузвельтом в качестве наездника на Кубе, а теперь был главой Генерального штаба армии США: «[Феликс] Диас может быть „человеком Мексики“. на белом коне», если США помогут ему прийти к власти. При моральной поддержке США он сможет изменить ситуацию в Мексике таким образом, что вмешательство [США] не будет необходимо". Хотя если и был ответ на эту рекомендацию, то в настоящее время он не сохранился. Но США отправили корабли к побережью Мексиканского залива во время восстания Диаса в Веракрусе в октябре 1912 года. Посол Германии Хинтце сообщил, что «с началом революции Диаса в Веракрусе американское посольство без какого-либо уведомления других миссий, официально проинформировал правительство Мексики о том, что американское правительство будет выступать против бомбардировки Веракруса правительственными войсками». Несмотря на явную поддержку США, восстание Диаса потерпело неудачу. Он был арестован и заключен в тюрьму. США продолжали рассматривать его как лучший вариант для замены Мадеро, курс, на который они теперь были взяты.
Считалось, что Мадеро не смог добиться порядка и стабильности, которых требовали правительство и бизнес США. Уилсон ясно дал понять, что хочет замены Мадеро, а на пост президента был назначен более лояльный к США кандидат. Генерал Бернардо Рейес также добивался смены режима. Оба были заключены Мадеро в тюрьму, но не казнены и продолжили государственный переворот при поддержке посла США. Учитывая активное вмешательство США во внутренние дела Латинской Америки на протяжении десятилетий, не исключено, что США вмешаются в дела Мексики в этот неспокойный период. Когда этого не произошло, посол сыграл решающую роль в подрыве восприятия мексиканской общественностью и международным дипломатическим корпусом, а также деловых кругов способности режима Мадеро поддерживать порядок. С января 1913 года переворот против Мадеро казался неизбежным при поддержке США. Заговор Диаса и Рейеса против Мадеро возник в феврале 1913 года в результате государственного переворота в период, ныне известный как Десять трагических дней (la decena trágica). который сверг Мадеро. Уилсон привел Феликса Диаса и главу мексиканской федеральной армии генерала Викториано Уэрту, который якобы был защитником президента, но теперь выступает против него. В подписанном 19 февраля Посольском пакте изложено соглашение о разделении власти между двумя мексиканскими генералами при явной поддержке посла США. Президент США Уильям Говард Тафт, назначивший Вильсона в 1909 году послом в Мексике, был президентом-хромой уткой, проиграв выборы Вудро Вильсону. Инаугурация нового президента должна была состояться 4 марта 1913 года. В последние дни своего президентства президент Мадеро, наконец, слишком поздно осознал непрочность своей власти. Он обратился к избранному президенту Вильсону с просьбой вмешаться от его имени, но безрезультатно, поскольку Вильсон ещё не был у власти. Посол Вильсон заручился поддержкой иностранного дипломатического корпуса в Мексике, особенно британских, немецких и французских посланников, для переворота и лоббировал признание США нового главы государства генерала Уэрты.

## США и президент Уэрто (1913—1914)

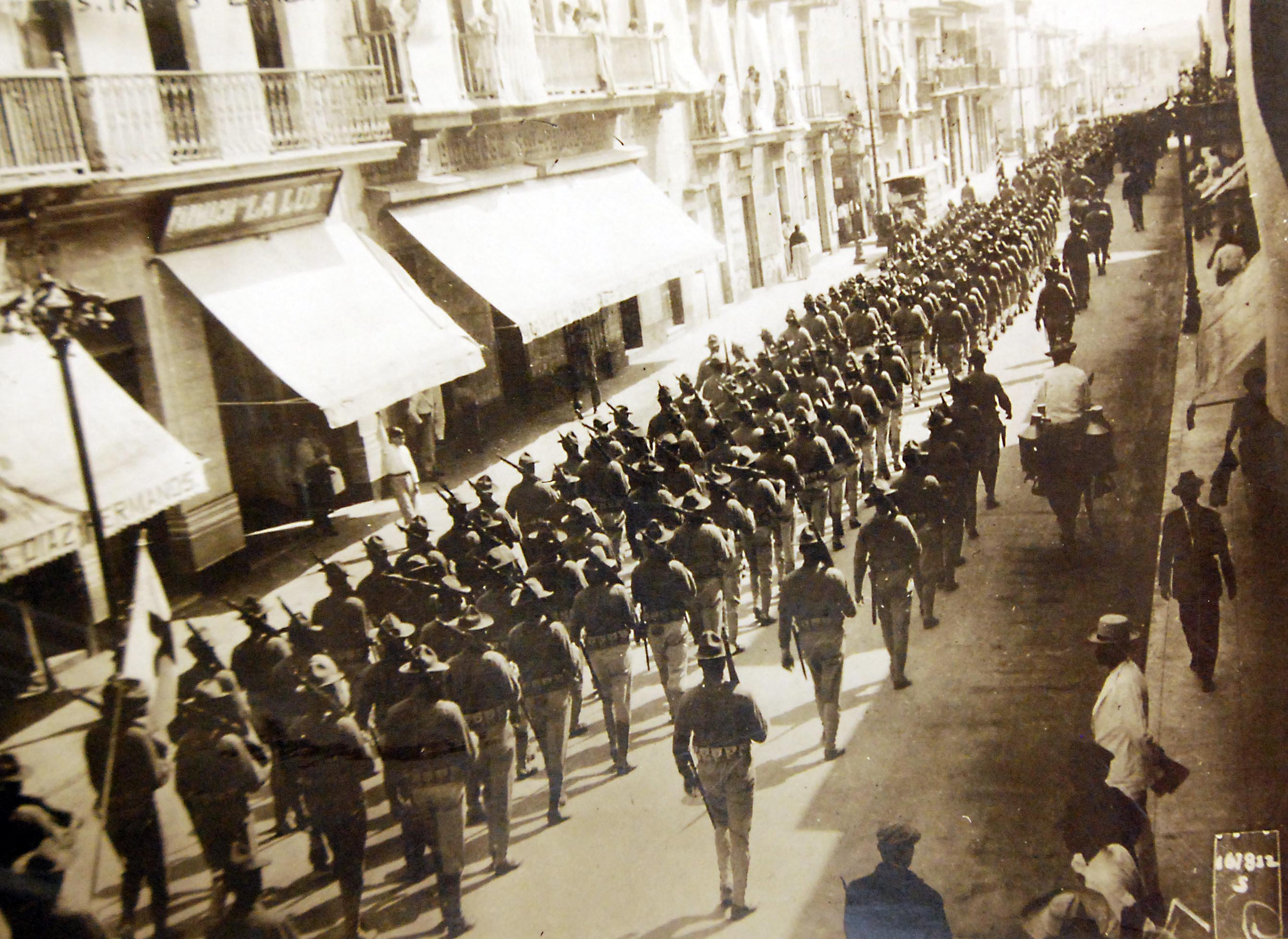
Американские солдаты входят в Веракрус (апрель 1914 г.).

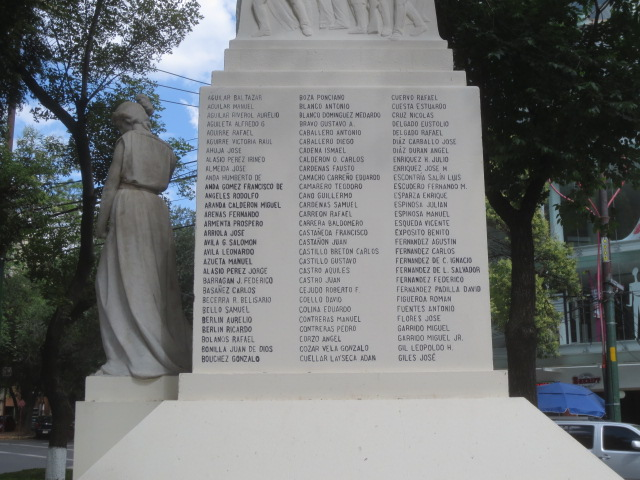
Мемориал «Defensores de Veracruz» защитникам Веракруса (Мехико).

Вудро Вильсон вступил в должность президента в марте 1913 г., но государственный переворот в Мексике к этому времени был установленным фактом: демократически избранный президент Мадеро был убит, а его семья пребывала в изгнании. Президент Вильсон не признал Уэрту законным главой мексиканского правительства, и с марта по октябрь 1913 года требовал от него уйти в отставку. Американский лидер призвал европейские державы воздержаться от признания правительства Уэрты. Тот объявил о выборах и выдвинул свою кандидатуру. В августе 1913 г. Вильсон ввел эмбарго на поставки оружия режиму Уэрты, лишив его легкого доступа к оружию. В конце августа Уэрта снял свою кандидатуру, зато на выборы вышел министр иностранных дел Федерико Гамбоа баллотировался на выборах. США с энтузиазмом восприняли его кандидатуру и поддержали новый режим, но не Уэрту. США оказали давление на революционных противников мексиканской власти, в том числе на недавно появившегося лидера Венустиано Каррансу, чтобы тот поддержал потенциальное новое правительство Гамбоа. Карранса отказался.
В Мексике вспыхнула серия восстаний против режима Уэрты, особенно на севере (Сонора, Чиуауа и Коауила), где США разрешили продажу оружия революционерам. Бои в Морелосе продолжались под командованием Эмилиано Сапаты, но конфликт там был региональным, без участия США. В отличие от коротких восстаний, которые помогли Мадеро прийти к власти в 1910—1911 гг., после поддержки США северных революционеров Мексика погрузилась в гражданскую войну. Участие США в более крупных конфликтах со своими дипломатическими и экономическими соперниками в Мексике, особенно с Великобританией и Германией, означало, что иностранные державы влияли на развитие ситуации в Мексике, даже если и не военным путем.
Когда агенты США обнаружили, что немецкий торговый корабль «Ипиранга» перевозил оружие мексиканским властям, Вильсон приказал войскам прибыть в порт Веракрус, чтобы не дать кораблю пришвартоваться. США не объявляли войну Мексике, но в городе американские войска устроили стычку с солдатами Уэрты. «Ипиранге» удалось пришвартоваться в другом порту, что привело Уилсона в ярость.
9 апреля 1914 г. мексиканские официальные лица в порту Тампико в штате Тамаулипас арестовали группу американских моряков, из которых по крайней мере один был взят с борта корабля (и, следовательно, с территории США). После того, как Мексика отказалась принести извинения на требуемых США условиях, ВМС США обстреляли порт Веракрус и оккупировали город на семь месяцев. Фактическим мотивом Вудро Вильсона было его желание свергнуть Уэрту, которого он отказался признать лидером Мексики; Случившееся в Тампико способствовало дальнейшей дестабилизации режима Уэрты и поощряло его революционных противников. Страны АБЧ (Аргентина, Бразилия и Чили) выступили арбитром на мирной конференции у Ниагарского водопада, состоявшейся в канадском Онтарио, и американские войска покинули мексиканскую землю, предотвратив эскалацию конфликта.
После отставки и изгнания Уэрты у революционных фракций не осталось общего врага. Первоначально они стремились выработать соглашение, но оно переросло в гражданскую войну. США продолжали стремиться повлиять на исход событий в Мексике.

## 1916—1917

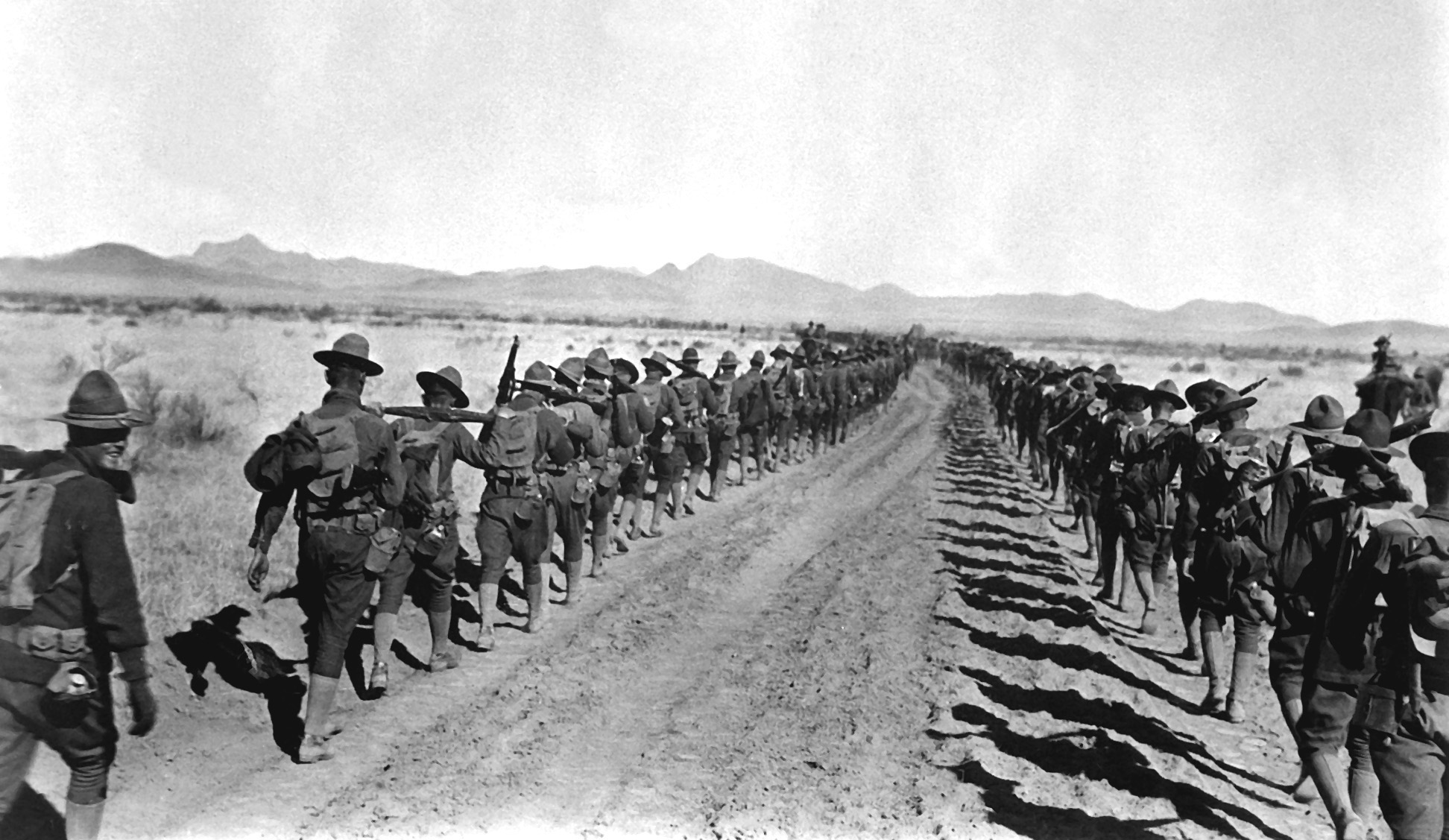
Американские солдаты возвращаются из Мексики в США.

Растущее число пограничных инцидентов в начале 1916 г/ завершилось 8 марта набегом отряда Франсиско (Панчо) Вильи численностью от 500 до 1 тыс. человек на Колумбус в штате Нью-Мексико, в ходе которого были сожжены армейские казармы и разграблены магазины. Части 13-го кавалерийского полка отбили атаку, но в ходе нападения погибло 14 солдат и десять мирных жителей. Бригадный генерал Джон Першинг немедленно организовал карательную экспедицию численностью около 10 тыс.солдат, чтобы попытаться захватить Вилью. Они потратили 11 месяцев (март 1916 г. — февраль 1917 г.), безуспешно преследуя его, хотя им удалось ослабить его силы, несколько командиров высшего звена был захвачены или убиты.
7-й, 10-й, 11-й и 13-й кавалерийские полки, 6-й и 16-й американские пехотные полки, часть 6-й полевой артиллерии США и вспомогательные элементы пересекли границу с Мексикой в середине марта, за ними позже последовали 5-й, 17-й кавалерийские полки и 24-й пехотный полк, инженерно-саперные и другие подразделения. Першинг по полученным приказам должен был уважать суверенитет Мексики, чьё правительство и граждане были возмущены вторжением и требовали вывода войск.
Передовые части экспедиции продвинулись до Идальго-дель-Парраля примерно в 640 км к югу от границы, но Вилья так и не был пленён. Кампания состояла в основном из десятков стычек с небольшими отрядами повстанцев и отдельными боями с частями мексиканской армии; самое серьёзное произошло 21 июня 1916 года в битве при Каррисале, где отряду 10-го кавалерийского полка было нанесено поражение. Нормальные отношения с Мексикой были в конечном итоге восстановлены путем дипломатических переговоров, и войска были выведены в феврале 1917 года.
Германия соперничала с США за влияние в Мексике. Пока в Европе бушевала Первая мировая война, Германия была обеспокоена возможным вступлением в неё США на стороне Великобритании и Франции, и желая связать американские войска, европейская держава разжигала войну между США и Мексикой. Германия отправила закодированную телеграмму, в которой излагался план помощи Мексике в таком конфликте, и наградой в виде захваченных США в американо-мексиканской войне 1846—1848 гг. земель. Телеграмма Циммермана была перехвачена, расшифрована британцами и передана Вильсону, который затем обнародовал её. Карранса, чья фракция получила поддержку США, а затем и дипломатическое признание, не была вовлечена в конфликт. Мексика сохранила нейтралитет во время Первой мировой войны, что позволяло её проводить независимую от США и европейских стран политику.
Пришедшие к власти в 1915—1916 гг. конституционалисты разработали новую конституцию, принятую в феврале 1917 года. Более радикальным революционерам удалось включить в конституцию положения об экспроприации отвечающего национальным интересам имущества и утверждении прав на разработку природных ископаемых, но Карранса не реализовал их. Деловые круги США искали поддержки правительства США в борьбе с этой угрозой, но Уилсон не действовал от их имени.
Незначительные столкновения с мексиканскими нерегулярными формированиями, а также с мексиканскими войсками продолжались на границу по 1919 год. Американские военные наградили своих солдат Медалью за службу в Мексике.

## Иностранцы на стороне Мексики
Многие авантюристы, революционеры и разбойники были привлечены происходящим в Мексике и романтикой её революции. Большинство иностранных наёмников служило в армиях на севере Мексики из-за близости к границе США и готовности Панчо Вилья их вербовать. Первым легионом иностранных наемников во время восстания Мадеро 1910 г. была Иностранная фаланга (исп. Falange de los Extranjeros), в которую входили Пеппино Гарибальди и множество американских рекрутов.
Позже, во время восстания против государственного переворота Викториано Уэрты, многие из иностранцев были завербованы Панчо Вилья. Вилла набирала американцев, канадцев и других иностранцев всех рангов, но наиболее ценными и высокооплачиваемыми были эксперты по пулеметам (Сэм Дребен), артиллерии (Айвор Торд-Грей), и врачи.

### Первичная литература
- Wilson, Henry Lane. «Errors with Reference to Mexico and Events That Have Occurred There.» Annals of the American Academy of Political and Social Science vol. 54, (1914), pp. 148-61, online.
- Wilson, Henry Lane. «How to Restore Peace in Mexico.» Journal of International Relations 11#2 (1920), pp. 181-89, online.

### Вторичная литература
- Anderson, Mark. C. «What’s to Be Done With ‘Em? Images of Mexican Cultural Backwardness, Racial Limitations and Moral Decrepitude in the United States Press 1913—1915», Mexican Studies, Winter Vol. 14, No. 1 (1998): 23-70.
- Blaisdell, Lowell L. «Henry Lane Wilson and the Overthrow of Madero.» Southwestern Social Science Quarterly 43#2 (1962), pp. 126-35, online
- Boghardt, Thomas. The Zimmermann telegram: intelligence, diplomacy, and America’s entry into World War I (Naval Institute Press, 2012).
- Britton, John. A. Revolution and Ideology: Images of the Mexican Revolution in the United States. Kentucky: The University Press of Kentucky (1995)
- Coerver, Don M., and Linda Biesele Hall. Texas and the Mexican Revolution: a study in state and national border policy, 1910—1920 (Trinity University Press, 1984).
- Hall, Linda B., and Don M. Coerver. «Woodrow Wilson, Public Opinion, and the Punitive Expedition: A Re-Assessment.» New Mexico Historical Review 72.2 (1997): 4+ online.
- Hall, Linda B., and Don M. Coerver. «Oil and the Mexican Revolution: The Southwestern Connection.» The Americas 41.2 (1984): 229—244.
- Hall, Linda B., and Don M. Coerver. Revolution on the Border: The United States and Mexico, 1910—1920 (U of New Mexico Press, 1988).
- Hart, John Mason. Empire and Revolution: The Americans in Mexico Since the Civil War. Berkeley: University of California Press, 2002.
- Katz, Friedrich. The Secret War in Mexico: Europe, the United States, and the Mexican Revolution. Chicago: University of Chicago Press, 1981. online
- Knight, Alan. The Mexican Revolution. (2 vols). Cambridge: Cambridge University Press, 1986.
- Link, Arthur S. Woodrow Wilson and the progressive era, 1910—1917 (1954) pp 107—144 online
- Nugent, Daniel, ed. Rural Revolt in Mexico and U.S. Intervention. LaJolla, CA: Center for U.S.-Mexican Studies, University of California, San Diego 1988.
- Quirk, Robert E. An affair of honor : Woodrow Wilson and the occupation of Veracruz (1967) online
- Schmitt, Karl M. Mexico and the United States, 1821—1973: Conflict and coexistence (John Wiley & Sons, 1974).
- Womack, John. «The Mexican Revolution» in Mexico Since Independence, ed. Leslie Bethell. Cambridge: Cambridge University Press, 1991.